# FPD-Link
FPD-Link (Flat Panel Display Link) є першою реалізацією стандарту LVDS для цифрових відео інтерфейсів, створеною у 1996 році National Semiconductor (тепер Texas Instruments). Це безкоштовний та відкритий стандарт для підключення виводу від GPU ноутбука, цифрового телевізору або планшетного комп'ютера до контролера дисплею. Більшість ноутбуків, планшетних комп'ютерів, плоских моніторів та телевізорів використовують саме цей інтерфейс. Ноутбуки розроблені до 1996 року або пристрої з меншою роздільністю дисплеїв замість цього використовують інтерфейс TTL або CMOS.

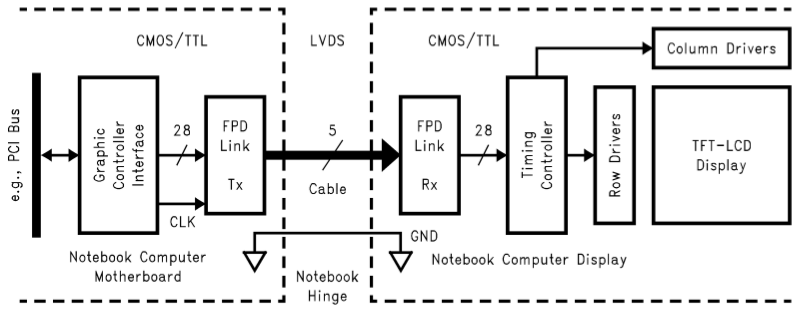
Типове пiдключення 24-бiтного дисплею до лептопа використовуючи FPD-Link LVDS з'єднання

## FPD-Link та LVDS

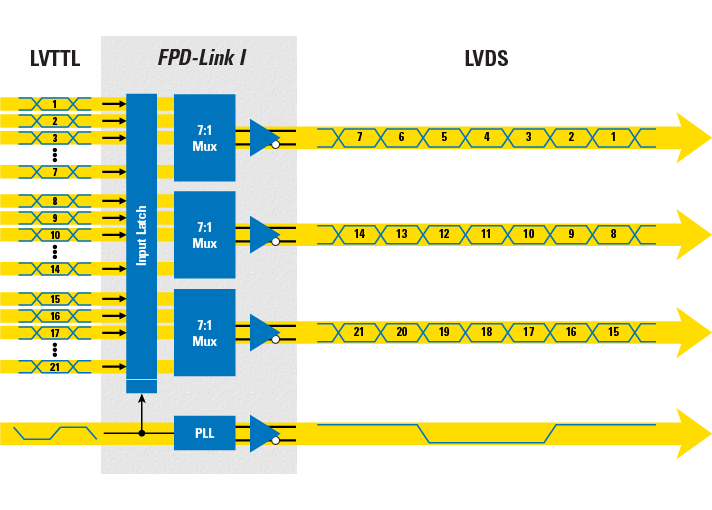
Послідовний перетворювач (serializer) FPD-Link

FPD-Link був першим широкомасштабним застосуванням стандарту LVDS. National Semiconductor забезпечив специфікацію сумісності для технології FPD-Link для того, щоб рекламувати її як безкоштовний та відкритий стандарт, і, таким чином, інші постачальники інтегральних мікросхем змогли його скопіювати. FlatLink від Texas Instruments була першою сумісною версією FPD-Link.
До кінця ХХ століття найбільші виробники ноутбуків створили робочу групу стандартних панелей (SPWG) і зробили FPD-Link / FlatLink стандартом для передачі графіки та відео до контролера дісплея ноутбука. Оскільки це було першим успішним використанням LVDS, до цього часу багато інженерів-дисплеїв використовують загальний термін LVDS, коли звертаються саме до технології продуктів FPD-Link / FlatLink.
Були численні спроби змінити FPD-Link як стандартний внутрішній відео інтерфейс на мобільних пристроях та LCD телевізорах. Наприклад, VESA розробив вбудований та внутрішній DisplayPort з наміром замінити FPD-Link як внутрішній інтерфейс. Вбудований DisplayPort мав певний успіх у ноутбуках, але внутрішній DisplayPort має обмежене використання в LCD телевізорах.

## FPD-Link II
FPD-Link II був запроваджений в 2006 році і є покращеною версією FPD-Link. National Semiconductor розробив це розширення спеціально для автомобільних розважальних програм та додатків для камери. FPD-Link II запровадив синхросигнал у сигнал даних, і тому використовує лише одну диференціальну пару для передачі як сигналів таймеру, так і відеоданих. Це додатково зменшує розмір, вагу та вартість кабелів для реалізацій цього інтерфейсу. Наприклад, реалізація для 24-розрядного колірного дисплею тепер потребує лише одну звита пару замість п'яти, що використовуються FPD-Link.
Є також додаткові переваги від FPD-Link II. Наприклад, виробники автомобілів цінують збільшену довжину кабелю, навіть за рахунок скорочення вартості кабелю. Це пов'язано з вбудованим синхросигналом який усуває похибку між сигналами часу та даних. Це було обмежувальним чинником для FPD-Link I кабелів, оскільки всі звиті пари повинні були виготовлятися з однаковою довжиною, щоб контролювати похибку часу між сигналами тактових імпульсів та даних.
Іншою перевагою для FPD-Link II є додавання балансу постійного струму до сигналів. Оскільки сигнал є збалансованим по постійному струму, FPD-Link II може використовувати ємнісне з'єднання, що усуває проблему наявності значного струму в землі між джерелом даних та призначенням. Це має вирішальне значення для автомобільних прикладань через потенціали великих перехідних струмів, які можуть пошкодити чутливе електронне обладнання.
Для прикладань з більш високою роздільною здатністю дисплеїв потрібна FPD-Link II для збільшення пропускної спроможності даних. Пропускна спроможність близько 1 Гбіт/с на одній звитій парі добре узгоджується з технологією LVDS. Але для прикладань, які потребували до однієї зпари до 1.8 Гбіт/с, LVDS не настільки надійний як це необхідно для автомобільних прикладань. Перейшовши з LVDS на логіку CML, найновіші чипсети FPD-Link II змогли надійно передавати високошвидкісні відеопотоки через кабелі завдовжки 10 м.

## FPD-Link III
FPD-Link III була запроваджений в 2010 році як подальше вдосконалення FPD-Link II. Основною функцією FPD-Link III є вбудовування двонаправленого каналу зв'язку на тій же диференційній звитій парі. Цей двонаправлений канал передає керуючі сигнали між джерелом та призначенням, крім синхросигналів часу і потокового відео. Таким чином, FPD-Link III ще більше знижує вартість кабелю шляхом виключення кабелів для каналів керування, наприклад I²C та CAN.
Вбудований канал керування FPD-Link III використовує протокол шини I²C між джерелом та призначенням в перших реалізаціях (однак він не обмежується лише I²C). Ведучий I²C може читати та писати всім відомим на іншій стороні чипсету FPD-Link III, що є фактично прозорим для зв'язку I²C ведучий/відомий. Наприклад, це дає змогу керувати і налаштовувати дисплеї та пристрої обробки зображень для керування та налаштування камер, які використовують той самий кабель звиту пару, що використовується для передачу даних.
У 2009 році Digital Content Protection затвердив FPD-Link III як інтерфейс високої пропускної спроможності для передачі вмісту, власник якого хоче забезпечити HDCP-захист. Це схвалення дає можливість чипсетам FPD-Link III включати в себе конфіденційні ключі HDCP та машини стану для шифрування вмісту. Вбудований канал керування на наборах чипсетів FPD-Link III спрощує протоколи обміну ключами між джерелом та призначенням, що потрібно для перевірки чи є призначення безпечним.
Додаткова нова функція FPD-Link III це припинення використання LVDS-технології та використання лише CML для послідовних високошвидкісних сигналів. Це дозволяє йому легко працювати на швидкості передачі даних більше 3 Гбіт/с на кабелях довжиною більше 10 м. Додатковою перевагою для використання CML є можливості саме коаксіального кабелю. Технологія CML добре працює при керуванні одним провідником у коаксіальних кабелях. Оскільки коаксіальні кабелі дуже добре контролюють імпеданс і шум, вони зменшують потребу в диференційній передачі сигналів, що краще переносить неузгодження імпедансу та шумові перешкоди.
Ще однією перевагою для FPD-Link III є адаптивне вирівнювання, вбудоване в десеріалізатор. Вхідний сигнал десеріалізатора зазвичай знижує цілісність. Це, як правило, виникає в результаті міжсимвольної перешкоди (ISI) через втрату кабелю. Адаптивний еквалайзер може відчути поганий сигнал і відновити його до вихідної цілісності. Ця функція корисна в кожному прикладанні, де кабель може змінюватися за довжиною, робочою температурою та вологістю, оскільки ці змінні впливають на міжсимвольні перешкоди (ISI) в результаті дії фільтра низьких частот кабелю.

## Авто індустрія
Автомобільні інформаційно-розважальні дисплеї для навігаційних систем почали використовувати FPD-Link у 2001 році. Концерни BMW був першим виробником автомобілів що використовував FPD-Link у своїх автомобілях для передачі навігаційної графіки від головного пристрою до центрального інформаційного дисплея. Багато інших виробників автомобілів потім почали використовувати FPD-Link. Сьогодні більшість інформаційно-розважальних автомобільних систем використовують FPD-Link II та FPD-Link III. Однією з основних переваг є зменшення розміру та ваги кабелю за допомогою однієї звитої пари для передачі даних та синхросигналу.

## Зовнішні посилання
- Втуп до FPD Link [Архівовано 26 грудня 2017 у Wayback Machine.]
- FPD-Link III – робимо більше меншими зусиллями [Архівовано 15 грудня 2017 у Wayback Machine.]